# سنسو ۴۵
سنسو ۴۵ (ایتالیایی: Senso '45) که با نام فرشتهٔ سیاه (انگلیسی: Black Angel) هم شناخته می‌شود، یک فیلم اِروتیکِ به کارگردانی تینتو براس است که در سال ۲۰۰۲ منتشر شد. این فیلم بر پایهٔ رمان سنسو اثرِ کامیلو بوئیتو ساخته شد.
آهنگ‌ساز این فیلم انیو موریکونه است و در سال ۲۰۰۲ برندهٔ جایزهٔ روبان نقره‌ای بابت «بهترین طراحی لباس» شد.

## بازیگران
- آنا گالینا
- گابریل گارکو
- لوردانا کاناتا
- فرانکو براچارولی
- آنتونیو سالینس
- اوسیریده پـِـوارِلو
- سیمونا بوریونی
- لورنتسو برانکتی